# Irixoa
Irixoa település Spanyolországban, A Coruña tartományban. Irixoa Aranga, Coirós, Paderne, A Coruña, Miño, A Coruña, Vilarmaior és Monfero községekkel határos. Lakosainak száma 1326 fő (2024).

## Népesség
A település népessége az utóbbi években az alábbiak szerint változott:
| Lakosok száma | 1722 | 1619 | 1552 | 1526 | 1502 | 1421 | 1369 | 1334 | 1340 | 1326 |
|               | 2001 | 2004 | 2006 | 2009 | 2011 | 2014 | 2016 | 2019 | 2021 | 2024 |